# بيير فرانسوا أوليف راير
بيير فرانسوا أوليف راير (بالفرنسية: Pierre Rayer)‏ (8 مارس 1793 - 10 سبتمبر 1867) هو طبيب فرنسي، موطنهُ الأصلي من سانت سيلفان. قدمَ إسهاماتٍ مُهمة في مجالات علم الأمراض التشريحي، وعلم وظائف الأعضاء، وعلم الأمراض المقارن، وعلم الطفيليات.